# Миланче Радосављевић
Милан Миланче Радосављевић (Барич код Обреновца, 12. октобар 1944) српски истакнути је српски, хармоникаш и певач народне музике.

## Биографија
Рођен је у селу Барич код Обреновца 12. октобра 1944. године. Таленат и љубав према музици наследио је од оца који је био успешно свирао више инструмената: виолину, фрулу, кларинет и остало. Прве песме је научио од оца. Хармонику је заволео као дете. Први пут ју је видео код комшије 1957. године, и ускоро су му родитељи купили једну.
Почео је узимајући часове свирања код професора. Након 6-7 месеци био је један од најбољих ученика.
Пресудан тренутак у његовом животу био је сусрет са композитором Александром Степићем са чијим оркестром су у то време многи певачи снимали плоче. Миланче је у то време певао и свирао у ресторану Парк, у Железнику. На иницијативу текстописца Млађе Николића, Степић је дошао у хотел да га чује. Миланче је те вечери имао на репертоару неколико тежих песама Шабана Шаулића за извођење али их је певао са лакоћом.
Прву сингл-плочу са Степићевим песмама издао је 1975. године за александровачки „Дискос“. За почетак су изабрали две песме: „Поздрави драга сина“ и „Ти оде заувек“. Са Степићем је снимио свеукупно три сингл-плоче, потом и још три сингл-плоче које је и сам компоновао. Након тога је уследила пауза од неколико година.
Љубав према певању и свирању коју је показивао још као дечачић, временом је прерасла у професију. Био је члан Удружења музичара 24 године. Касније је отишао у инвалидску пензију.
Наступао је у многим местима по Југославији. Гостовао је у Немачкој, Шведској, Француској, Аустрији и осталим земљама.

## Приватни живот
Живи у Баричу. Ожењен је, има двоје деце и петоро унучади. Син му свира хармонику, а ћерка је завршила одсек клавира и ради као професор у музичкој школи Станковић у Београду.

## Дискографија
- 1975 - Поздрави драга сина (сингл)
- 1976 - Плакале су плаве очи за очима црне боје (сингл)
- 1976 - За љубав сам младост дао (сингл)
- 1977 - Ти си хтела и што ниси смела (сингл)
- 1978 - Много сам те драга пожелео
- 1978 - Ти не знаш како је мојој души (сингл)
- 1978 - Ти си жена што немир доноси (сингл)
- 1981 - Љубави се старој врати (сингл)
- 1982 - Љубави се старој врати
- 1983 - Дао бих ово мало живота
- 1984 - У очима друге жене
- 1986 - Ја признајем грешио сам много
- 1988 - Успомена ти си болна
- 1991 - Каква жена
- 1999 - Најбоље ЦД 1
- 1999 - Најбоље ЦД 2
- 1999 - Срце ми ко кућа
- 2000 - Устала је мајка рано
- 2001 - Моравски бисери
- 2003 - Дискос хитови ЦД 1
- 2003 - Дискос хитови ЦД 2
- 2003 - Дискос хитови ЦД 3
- 2004 -
- 2008 - Уживо
- 2009 - Све моје песме
- 2009 - Уживо ЦД 1
- 2009 - Уживо ЦД 2[5]

## Фестивали
- 1989. Шумадијски сабор - Дођи Јело
- 1992. Шумадијски сабор - Вечна успомена
- 2001. Моравски бисери - Љиљана
- 2010. Моравски бисери - Љубио, па изгубио
- 2012. Лира, Београд - Анђелија / Устала је мајка рано (Гост ревијалног дела фестивала)
- 2021. Моравски бисери - Устала је мајка рано / Дао бих ово мало живота / Анђелија
- 2021. Лира, Београд - Гост ревијалног дела фестивала и добитник Плакете Златна лира за изузетна и незаборавна вокална остварења